# Iglesia de San Martín de Tours (Grisén)
La iglesia de San Martín de Tours es una iglesia parroquial católica situada en la localidad zaragozana de Grisén (España). Se trata de un templo renacentista de ladrillo y tapial, reforzado con contrafuertes exteriores que se prolongan en el interior, de construcción gótica tardía de la segunda mitad del siglo XVI, con remodelaciones en la estructura del siglo XVIII, como la capilla del lado izquierdo y el campanario. Está dedicada a San Martín de Tours, patrono de la localidad.
Tiene una sola nave rectangular, con dos tramos, y una cabecera poligonal de cinco lados, cubierto todo ello con bóveda estrellada con terceletes y combados. Las claves de bóveda son de madera dorada y fueron añadidas en el siglo XVII. Cuenta con un coro elevado. La capilla del lado del evangelio, del siglo XVIII, tiene bóveda de cañón rebajado. En el lado contrario está la sacristía.
En su interior destaca el retablo barroco del altar mayor del siglo XVII y una tabla gótica de la Virgen del Populo. El retablo, consagrado al santo titular del templo, fue restaurado en 2012 debido a la pérdida de policromía y su degradación. Cuenta con tres calles adaptadas a la forma del ábside del templo, y a su vez se dividen en predela, cuerpo y ático. La calle central está presidida por San Martín, y tiene a la derecha a San Miguel venciendo a Lucifer, y a su izquierda a San Juan Bautista. En lo alto hay una figura de San Agustín de Hipona.
A los pies del templo se abre un óculo para la iluminación del templo. La portada es de arco de medio punto y frente a ella hay un porche cubierto de chapa de madera y zinc.
El campanario, del siglo XVIII y de estilo barroco, es de ladrillo y se encuentra adosado a la nave y es de planta cuadrada, con dos cuerpos separados por paños cajeados. El primer cuerpo es liso, y se segundo de campanas cuenta con vanos de medio punto. En la parte superior hay una cornisa y un ático cajeado cubierto con un chapitel del mismo material que la de la cubierta del porche.